# Ха (бог)
Ха — бог пустыни на западе Египта, покровитель 7-го нома Нижнего Египта. Он ассоциировался с загробным миром Дуатом и изображался в образе рыжего мужчины с иероглифом «песчаные дюны» или «запад» на голове, иногда — с гарпуном в руке, которым он поражал гиппопотамов. Один из древнейших египетских богов; возможно, первый, кого начали изображать в человеческом образе. Носил титулы «господин Ливии» и «господин Запада».
Как повелитель пустынь, Ха защищал Египет от врагов с запада (всевозможных племён из Ливии). Этот бог также отвечал за создание оазисов в пустыне.
Так как запад ассоциировался с миром мёртвых, Ха занимал важную роль в погребальном культе. Его имя часто упоминалось с именем бога Игая, с которым у Ха были общие функции и титулы.
Другие стороны света представляли боги Себек (север), Дедун (юг) и Сопду (восток).
Динозавр Хагрифус «Ха Грифон» был назван в честь бога Ха, так как был обнаружен в штате Юта, что рождало ассоциации с пустыней на западе.